# Hors-saisons
Pour l’article homonyme, voir Hors saison (homonymie).
Albums de Plume Latraverse
Chants d'épuration Plumonymes
Hors Saisons est un album de Plume Latraverse, paru en 2007.

## Liste des titres
| No  | Titre                       | Durée |
| --- | --------------------------- | ----- |
| 1.  | Lisa Belle                  |       |
| 2.  | Niaiseries (les niaiseuses) |       |
| 3.  | À tire-larigot              |       |
| 4.  | L'âge où l'on...            |       |
| 5.  | Le migratoire               |       |
| 6.  | Bâton de vieillesse         |       |
| 7.  | Trop                        |       |
| 8.  | Pas de quartier!            |       |
| 9.  | La m'lasse                  |       |
| 10. | Les bleus d'la plinthe      |       |
| 11. | La pompe à Stime            |       |
| 12. | La vie en vers              |       |
| 13. | Nihilisme paresseux         |       |
| 14. | Le chum d'Annie             |       |
| 15. | Les patineuses              |       |